# Franklin (condado de Venango, Pensilvania)
Franklin es una ciudad ubicada en el condado de Venango en el estado estadounidense de Pensilvania. En el año 2000 tenía una población de 7,212 habitantes y una densidad poblacional de 602.7 personas por km².

## Geografía
Franklin se encuentra ubicada en las coordenadas 41°23′42″N 79°50′1″O / 41.39500, -79.83361.

## Demografía
Según la Oficina del Censo en 2000 los ingresos medios por hogar en la localidad eran de $27,063 y los ingresos medios por familia eran $37,433. Los hombres tenían unos ingresos medios de $35,088 frente a los $22,475 para las mujeres. La renta per cápita para la localidad era de $16,414. Alrededor del 17.3% de la población estaba por debajo del umbral de pobreza.